# Verdrag van Auxerre
Het verdrag van Auxerre van 22 augustus 1412 was een overeenkomst tussen de Armagnacs en de Bourguignons, waaraan ook het Parlement van Parijs, de chambre des comptes en de Universiteit van Parijs hadden meegewerkt.
Met dit verdrag meende men een einde te hebben gemaakt aan de burgeroorlog tussen Armagnacs en Bourguignons en het ingrijpen van de Engelsen te hebben afgeweerd. De opluchting over het afsluiten van dit verdrag was zo groot dat in heel Frankrijk de klokken werden geluid. Tijdens de ceremonie zouden Karel van Orléans en Jan I van Bourgondië elkaar een osculum pacis (vredeskus) hebben gegeven. Bovendien werd overeengekomen dat Filips van Orléans, Karels jongere broer, zou trouwen met Catherine, een dochter van Jan zonder Vrees.
De belangrijkste bepaling was dat beide partijen afstand namen van hun buitenlandse bondgenoten. Al meerdere maanden hadden zowel de Armagnacs en de Bourguignons met de Engelsen onderhandeld: het verdrag van Bourges, dat Jan van Berry en Karel van Orléans hadden afgesloten, leidde in september tot complicaties, toen de hertog van Clarence, de tweede zoon van Hendrik IV, met een leger in Cotentin landde en diens aftocht door het verdrag van Buzançais moest worden afgekocht.